# Suctobelbella parallelodentata
Suctobelbella parallelodentata är en kvalsterart som beskrevs av Hammer 1979. Suctobelbella parallelodentata ingår i släktet Suctobelbella och familjen Suctobelbidae. Inga underarter finns listade i Catalogue of Life.